# Живодёрная слобода
Живодёрная слобода — историческое поселение (слобода) Москвы, находилось на левом берегу реки Кровянка.

## История
Слобода известна с XVIII века. Вошла в состав города в 1866 году. Жители слободы специализировались на уборке трупов павших животных и забое по неизлечимости или заразности болезни конного скота на живодёрнях. В слободе забивали старых и больных лошадей, тут же и закапывали. Находилась на пути от Воробьёвых гор к Смоленскому рынку.
Располагалась за Москвой рекой, у Старой Калужской дороги недалеко от Донского и Андреевских монастырей, за Калужской заставой при  Камер-коллежском вале. 
В XX веке справа от слободы прошла Московская окружная железная дорога.
В настоящее время на месте слободы находится площадь Гагарина.